# Soos
En la mitologia grega, Soos (en grec antic Σόος) va ser un rei parcialment llegendari d'Esparta, mort al voltant del 890 aC.
Segons Pausànias, era fill del rei Procles, descendent d'Hèracles, pare d'Euripó, avantpassat epònim de la dinastia reial dels Euripòntides. S'ha suposat que sota el seu regnat els espartans van sotmetre els ilotes i van envair l'Arcàdia.
Plutarc narra una anècdota de la campanya d'Arcàdia: 
| «                                   | Mentre que Soos es trobava amb els seus companys d'armes prop de la població de Clitòria, fou assetjat pels seus propis habitants. A punt de morir de set, el rei espartà jurà abandonar Arcàdia si se li permetia beure a ell i a tots els seus companys a la font veïna. Els clitorians hi accediren, i els espartans es rendiren a la deu. Soos proposà cedir la reialesa en favor de qui es negués a beure'n, davant el rebuig dels seus homes, s'acontentà amb ruixar-se amb aigua, però sense beure'n. Es negà a anar-se'n d'Arcàdia car no n'havia begut | » |
| — Plutarc, Vides paral·leles II.1-3 | |   |